# Přemysl Koblic
Přemysl Koblic (2. července 1892, Praha – 19. listopadu 1955, Praha) byl český fotograf, publicista a chemik.

## Život
Narodil se v rodině chemika (technického lučebníka) Josefa Koblice (*1865) a jeho manželky Anežky (Agnes), rozené Kořínkové (*1868). Byl nejstarší ze čtyř dětí.
Vystudoval chemii, pracoval na Patentním úřadě v Praze pro obor fotografie.

## Dílo
Publikoval články o fotografii, experimentoval při fotografování za nepříznivých světelných podmínek i při vyvolávání filmů a fotografií. Pořizoval dokumentární snímky malými lehkými fotoaparáty vlastní výroby, které nazýval „pohotovka“ nebo „daxl“. Je autorem českého termínu osvit; zasloužil se o zavedení dalších českých výrazů do oboru fotografie, jako vývojnice.

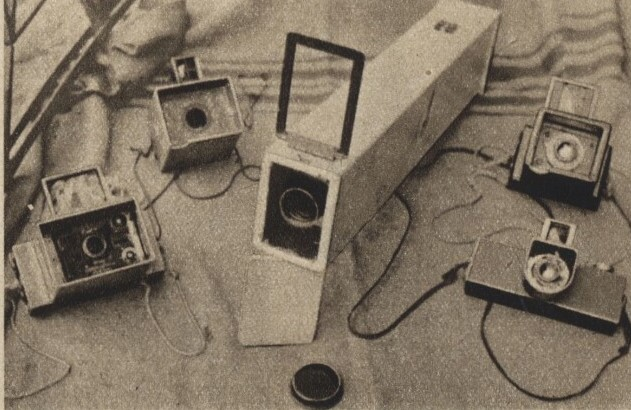
Fotoaparáty Přemysla Koblice, foto Pestrý týden 1943
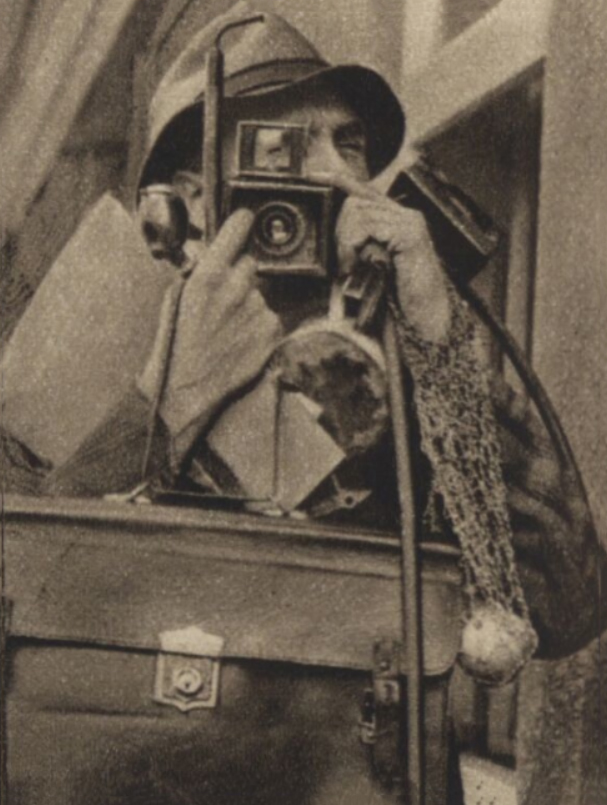
Přemysl Koblic se svými fotoaparáty , Pestrý týden 1943

### Knižní vydání
- Ozobromový tisk (Praha, B. Kočí, 1921)
- Fotografování v plenéru – krajina – architektura – sportovní fotografie – portret–detail – noční fotografie – reportáž (Praha, Odeon, Jan Fromek, 1937)
- Zvětšování (konstrukce přístrojů, jejich kontrola a úprava, temná komora, optika, chemismus, citlivý materiál, výřez, praxe, chemické i mechanické úpravy zvětšeniny, tónování, specielní část; Praha, Odeon, Jan Fromek, 1938)
- Bezret, nový způsob fotografie bez retuše (Prah, Jaroslav Spousta, 1946)
- Nezvyklé fotografické předpisy (Praha, Jaroslav Spousta, 1946)
- Pextral, nový způsob vyvíjení filmů, desek a papírů (Praha, Československé filmové nakladatelství, 1946)
- Epiaf, nový systém fotografie prostoru (Praha, Jaroslav Spousta, 1947)
- Pextral (Nový způsob vyvíjení filmů, desek a papíru; Praha, Československé filmové nakladatelství, 1947)
- Polygrad (Nový systém gradačně pružného zvětšování na jeden papír; Praha, Československé filmové nakladatelství, 1947)
- Domácí stavba pohotovky na svitkový film (Praha, Jaroslav Spousta, 1948)
- Epifoka 6 × 6 (nová československá pohotovka nezvyklých výkonů; Praha, Jaroslav Spousta, 1948)
- Fotografické předpisy podrobně a pro každého (Prah, Československé filmové nakladatelství, 1948)
- Užitečné drobnosti ze zvětšování (Praha, Jaroslav Spousta, 1948)
- Fotografické předpisy podrobně a pro každého (Praha, Orbis, 1949)
- Širokoúhlá ruční fotografie (Praha, Orbis, 1950)
- Příručka fotografické techniky pro začátečníky (Praha, Práce, 1951)
- Socialistická fotografie (kolektiv, Přemysl Koblic; Praha, Práce, 1951)
- Využití vadného fotografického materiálu (Praha, Práce, 1951)
- Fotografujeme (Příručka pro fotokroužky závodních klubů; Praha, Práce, 1954)
- Zhotovujeme si sami fotografické přístroje (Praha, Mladá fronta, 1955)